# Chloridolum estrellae
Chloridolum estrellae là một loài bọ cánh cứng trong họ Cerambycidae.